# Nippon Steel
Nippon Steel Corporation KK (jap. 新日本製鐵株式會社 Shin Nippon Seitetsu Kabushiki-gaisha; TYO: 9437), znane również jako Shinnittetsu – największy japońskim koncern przemysłowy, utworzony w 1970

## Historia
Nippon Steel powstało w 1970 r., w wyniku fuzji dwóch hutniczych gigantów, Yawata Steel (Yawata Seitetsu) oraz Fuji Iron & Steel (Fuji Seitetsu). Od początku roku 1981 metalurgiczna kompania widząc gwałtowny spadek dochodów, zaczęła redukować produkcję, co z kolei pociągnęło za sobą typowe dla japońskich przedsiębiorstw wstrzymanie pracy wielu zakładów oraz tymczasowe zwolnienia. Kolejnym problemem z jakim musiało się zmierzyć Nippon Steel, były wysokie ceny niezbędnych do produkcji surowców mineralnych, w efekcie czego w marcu 1983 przedsiębiorstwo poinformowało, że rok 1982 był jeszcze bardziej nieudany, a przychody zmniejszyły się w tym czasie o 39% w stosunku do słabego roku 1981. W tym czasie japoński przemysł stalowy musiał dodatkowo zmagać się z konkurencją ze strony takich państw jak Korea Południowa, gdzie niższe koszty pracy umożliwiły przetrwanie na rynku. Sytuacja na tyle uległa pogorszeniu, że w 1986 Nippon Steel było bliskie ogłoszenie upadłości oraz niewypłacalności. W czasie gdy produkcja stali została „uśpiona”, przedsiębiorstwo skierowało swoją działalność w stronę półprzewodników oraz elektroniki, a symbolem tych działań stał się założony na Kiusiu w 1990 park rozrywki Space World. Dzięki poprawie koniunktury na stal oraz redukcji kosztów pracy, w 1995 Nippon Steel wyszedł z zapaści i przedsiębiorstwo mogło zatrudnić nowych pracowników. Od 1999 Nippon Steel znów przeżywał pewne trudności, nie mniej jednak od 2002, dzięki wysokiemu popytowi na stal w Chinach, Nippon Steel notował dobre wyniki finansowe, a sytuacja przedsiębiorstwa była stabilna.
1 października 2012, doszło do fuzji z Sumitomo Metal Industries (jap. 住友金属工業 Sumitomo Kinzoku Kōgyō), nowe przedsiębiorstwo zostało nazwane Nippon Steel & Sumitomo Metal Corporation i jest trzecim na świecie, po ArcelorMittal i China Baowu Steel producentem metali na świecie.